# Антон Шибеља
Антон Шибеља - Стејнка (Томачевица, код Сежане, 21. април 1914. – Горења Требуша, код Толмина, 1. април 1945), учесник Народноослободилачке борбе и народни херој Југославије.

## Биографија
Рођен је 21. априла 1914. у селу Томачевица, код Сежане, у тадашњој Краљевини Италији. Потицао је из земљорадничке породице. Његов отац Антон погинуо је током Првог светског рата. Основну школу је завршио у оближњем селу Комен. Године 1929. је отишао у Трст, код сестре где је у радионици њеног супруга учио браварски занат. После завршетка заната, извесно време је радио код зета, а после се запослио у бродоградилишту у Миљу, у предграђу Трста.
У то време, Антон је присталица покрета „ТИГР” (Трст-Истра-Горица-Ријека), који је залагао за уједињење ових области и њихово присаједињење Југославији. Такође, ово је била једна од првих антифашистичких органиација у Италији. У бродоградилишту, Антон је дошао у контакт са радницима, који су припадали револуционарном радничком покрету. Преко њих је добијао радничку штампу и марксистичку литературу. Као искусан машинбравар, покушавао је да конструише машинску пушку.
Године 1935. позван је да служи италијанску војску, али је после шест месецу био отпуштен као трећи син из породице, који служи војску. У току 1936. године био је примљен у чланство Комунистичке партије Италије, која се од 1926. године налазила у илегали. Године 1940. био је ухапшен у бродоградилишту, под оптужбом да је члан илегалне Комунистичке партије. Тада је неколико месеци провео у истражном затвору Коронео, у Трсту, али је услед недостатка доказа био пуштен. После изласка из притвора, добио је отказ у бродоградилишту. Био је под полицијским надзором и морао се два пута дневно јављати карабињерима.
Пошто није могао пронаћи запослење, вратио се кући и помагао је браћи у обрађивању имања и поправљао пољопривредне машине и алат сељацима. Као изразити антифашиста, око себе је почео да окупља омладину и да прикупља оружје и муницију. Непосредно пред напад Сила осовине на Краљевину Југославију, марта 1941. године био је ухапшен и из затвора пуштен тек крајем јуна. Поново се вратио кући и наставио са дотадашњим активностима.
Када је, крајем 1941. године у приморје стигла прва словеначка партизанска група, Антон се преко партијских веза, које је имао у Ослободилачком фронту Словеније, са својом омладинском групом прикључио овој партизанској групи. Током зиме 1941/42, а нарочито упролеће 1942. године, са својом омладинском групом извршио је неколико саботажа на железничким пругама око Трста, на електричним водовима високог напона и на путевима. У јуну 1942. је добио позив за италијанску војску и 26. јуна 1942. године је са неколико омладинаца, побегао у партизане и ступио у крашку партизанску групу.
У партизане је са собом понео и нешто алата, па је у Одреду, израђивао ручне бомбе и поправљао оружје. Убрзо је био унапреден за командира Крашке партизанске чете. Пошто се стално истицао у борбама, крајем 1942. године је био именован за команданта Сошког партизанског одреда, али на ову дужност није ступио, јер је по задатку, као познавалац Трста и околине, одређен да ради на везама с КП Италије. Више пута се снабдевен лажним исправама, пребацивао на кратко време у Трст и друге оближње италијанске градове. У пролеће 1943. године, два пута је прешао преко старе италијанско-југословенске границе. Враћајући се из Трста, са саобом је доводио групе младића, који су дезертирали из италијанске војске и који с желели да се боре против фашизма.
Поред специјалних задатака које је обављао, учествовао је и у борбама. Командовао је 2. фебруара 1944. године, између села Комен и Рихемберг, нападом на немачку колону за снабдевање упоришта, која је била састављена од немачких полицајаца и италијанских фашиста. Тада је убијена комплетна посада састављена од 36 Немаца и 49 италијанских фашиста. Само је један фашиста успео да се спасе, али је и он био тешко рањен. Заробљено је њихово наоружање и опрема; уништен оклопни ауто и више теретних, а један путнички аутомобил заробљен. У првој половини 1944. године био је упућен у Официрску школу Главног штаба НОВ и ПО Словеније, а после њеног завршетка је кратко време био командант батаљона у Деветнаестој словеначкој ударној бригади „Срећко Косовел“. Потом је био заменик команданта бригаде и на крају командант ове бригаде. Био је рањен, па је после излечења постао командант Доломитског партизанског одреда.
Почетком 1945. године, био је одређен за начелника радионице Деветог словеначког корпуса. На овој дужности се веома добро снашао и показао своје конструкторско умеће. Организовао радионице по шумским скровиштима, окупљао стручне људе из јединица и ангажовао сеоске занатлије. Из Тржича је успео да набави више гарнитура алата и комплетних радионица. Био је један од изумитеља „партизанског топа“ – то је било оружје које се састојало од цеви италијанског бацача од 81 милиметар, његових ногара и разних делова разбијених камиона и тенкова. Мина се састојала од лимене главе и дрвеног репа. Топ је употребљаван за директно гађање бункера и зграда с малог одстојања. Поред овога у радионицама су израђиване и машинке, па чак и упаљачи за гранате. Антон иако је био начленик радионице, радио је упоредо са борцима из радионице.
У време велике непријатељске офанзиве на Девети словеначки корпус, у пролеће 1945. године, пробијао се из обруча са Штабом корпуса. Изнад долине Гачник, у Трновском гозду, 1. априла 1945. године један непријатељски снајпериста је гађао чланове Штаба. Антон је код себе имао пушку с оптичким нишаном, па је покушао да пронађе немачког снајперисту и онеспособи га. Посматрајући оближњу шуму и тражећи догледом скривеног снајперисту, пао је погођен његовим метком. Имао је чина мајора НОВЈ.
Указом Президијума Народне скупштине Федеративне Народне Републике Југославије, 12. јула 1949. године, проглашен је за народног хероја.